# Charaxes nyika
Charaxes nyika is een vlinder uit de familie van de Nymphalidae. De wetenschappelijke naam van de soort is voor het eerst geldig gepubliceerd in 1963 door Van Someren.